# 楊林 (虛構隋朝人物)
杨林，是《说唐》、《兴唐传》中的虚构人物。北周大臣杨忠之弟，隋文帝杨坚叔父。杨坚即位后，封其为靠山王。隋唐时期第八条好汉。

## 人物事迹
北周武帝宇文邕兴兵灭北齐，护卫大将军杨忠为元帅，杨林为行军都总管。《说唐》中形容他的相貌：“面如傅粉，两道黄眉，身长九尺，腰大十围，杏使两根囚龙棒，每根重150斤，有万夫不当之勇。”杨林领兵攻破北齐晋阳城，守将、武卫大将军秦旭（小说中秦琼的祖父）孤军力战而死。又攻破济南，刺死北齐亲军护卫秦彝（小说中秦琼之父）。北齐灭亡，杨忠等胜利班师。不久杨忠病逝，其子杨坚继承爵位。后来杨坚废黜北周静帝宇文阐，自立为帝，改元开皇，建立隋朝，封杨林为靠山王。
隋文帝励精图治，准备南下灭陈。冀州罗艺兴兵犯境，杨林奉命北征，说服罗艺归顺隋朝。杨林在回朝途中，发现登州海寇作乱，于是留下清除匪患，镇守登州城。后来隋炀帝杨广登基，杨林派人送皇纲，结果半道被程咬金等截去。杨林误抓秦琼，因欣赏秦琼人品和武艺，认其为义子，号十三太保。杨林再次凑齐十六万皇纲，亲自护送，程咬金又来抢夺，不料被杨林抓去。秦琼等好汉力救程咬金，与杨林对抗，加入反隋的瓦岗军。后来扬州城比武，杨林在龙麟山，因年老气衰， 被隋唐第七条好汉罗成杀死。

## 人物原型
；一说为杨坚异母弟卫王杨爽:80。

## 演員
- 在2003年中国电视剧《隋唐英雄传》中，杨林由王绘春饰演。
- 在2013年中國電視劇《隋唐演義》中，杨林由肖榮生飾演[2][3]。